# Грин Ејкерс (Калифорнија)
Грин Ејкерс (енгл. Green Acres) насељено је место без административног статуса у америчкој савезној држави Калифорнија.

## Демографија
По попису из 2010. године број становника је 1.805.
| Група             | 2000.    | 2010.       |
| Белци             | 0 (0,0%) | 822 (45,5%) |
| Афроамериканци    | 0 (0,0%) | 34 (1,9%)   |
| Азијати           | 0 (0,0%) | 25 (1,4%)   |
| Хиспаноамериканци | 0 (0,0%) | 856 (47,4%) |
| Укупно            | 0        | 1.805       |